# BIC TCP
BIC TCP (англ. Binary Increase Congestion control, то есть «двоичный контроль уменьшения перегрузки») — реализация TCP с оптимизированным алгоритмом контроля перегрузки сети для высокоскоростных сетей с большой задержкой (так называемых «протяжённых сетей с повышенной пропускной способностью» или «long fat networks»). Отличительной особенностью BIC-TCP является использование двоичного поиска для быстрого обнаружения наиболее оптимального маршрута передачи данных с минимальными потерями. Протокол создан группой исследователей университета штата Северная Каролина.
BIC TCP реализован и используется по умолчанию в ядре Linux версий 2.6.8 и выше. В версии 2.6.19 реализация по умолчанию была вновь изменена, но теперь уже в пользу CUBIC TCP.